# 赤ら月
「赤ら月」（あからづき）は、怒髪天の通算21枚目のシングル。2017年5月24日にテイチクエンタテイメントからリリースされた。

## 概要
前作「セイノワ」から約1年4ヶ月ぶりとなるシングル。
2017年2月26日に開催されたライブ『アワー・プリンス・イズ・フィフティー “上原子友康生誕祭”』にて発売が発表された。3曲収録の通常盤と1月に行われた長野CLUB JUNK BOX公演のライブ映像の付属した初回限定盤A、4曲入りの昭和歌謡のカバーミニアルバムの付属した初回限定盤Bの3形態でリリースされた。
ボーカルの増子直純は、本楽曲のリリースインタビューの中で本楽曲の制作の背景を以下のように語っている。
長年やってきた中での純度が上がった自分たちとでもいうか、シングルらしいシングルを作りたいというのもあって、“昭和的なもの”というところに原点回帰しようと。
前回の『セイノワ』がシリアスにバシっとキメたモノだったから、今回はもう一つの自分たちの軸とでもいうか、“わかりやすく、歌いやすく”というところだね。
2017年5月31日付のオリコンチャートで週間44位、Billboard JAPAN Top Singles Salesでは週間29位にランクインし、初動3,201枚を売り上げた。

## 収録曲
| 全作曲: 上原子友康、全編曲: 怒髪天。 |                    |            |            |      |
| #                                    | タイトル           | 作詞       | 作曲・編曲 | 時間 |
| 1.                                   | 「赤ら月」         | 増子直純   | 上原子友康 | 4:06 |
| 2.                                   | 「恋ノ猛毒果実」   | 増子直純   | 上原子友康 | 4:26 |
| 3.                                   | 「愛のおとしまえ」 | 宮藤官九郎 | 上原子友康 | 3:51 |
| 合計時間:                            | 合計時間:          | 合計時間:  | 12:23      |      |

### 初回限定盤特典

#### 初回限定盤A（DVD）
「2017年新春公演 "謹賀新年、ネオ元旦。2017年は二度明ける。"」［長野CLUB JUNK BOX 2017.1.8］
1. 酒燃料爆進曲（おめでとうVer）
2. ホトトギス
3. 夕暮れ男道
4. オレとオマエ
5. 団地でDAN!RAN!
6. 喰うために働いて生きるために唄え！
7. 蒼き旅烏
8. サムライブルー
9. そのともしびをてがかりに
10. つきあかり
11. DO RORO DERODERO ON DO RORO
12. 人生○×絵かきうた
13. マン・イズ・ヘヴィ
14. せかいをてきに…
15. セイノワ
16. プレイヤーⅠ
17. 歩きつづけるかぎり
18. オトナノススメ
19. 実録！コントライフ

#### 初回限定盤B（特典CD、ミニアルバム）
1. ラ・セゾン（アン・ルイス） - 増子直純
2. 夏の扉（松田聖子） - 増子直純
3. 1/2の神話（中森明菜） - 増子直純、岡本真依（ひめキュンフルーツ缶）
4. 絶体絶命（山口百恵） - 増子直純、谷尾桜子（ひめキュンフルーツ缶）

## 楽曲解説
1. 赤ら月
  - ミュージック・ビデオが制作され、楽曲本編と映像のみが収録された「怒髪天『赤ら月』予告編」と予告編の要素にミニドラマが加えて収録された「怒髪天『赤ら月』Music Video」の2本が公開された。後者は動画時間が10分を超える大作となっており[3]、怒髪天のミュージック・ビデオの中で最も長い動画。
  - 2017年4月8日に開催されたライブ『怒髪天 presents 湯ナイテッド・アワーヅ 2017』にて初披露。
2. 恋ノ猛毒果実
  - 愛媛県のローカルアイドルグループ、ひめキュンフルーツ缶とのコラボ楽曲[1]。
  - 2017年5月21日に開催されたイベント「怒髪天 presents デリバリーブラッサム "フルーツ缶 対 ジンギス漢"」にて初披露。
3. 愛のおとしまえ
  - ボーカルの増子直純が出演、ギターの上原子友康が劇伴を担当した舞台「サンバイザー兄弟」劇中歌の怒髪天メンバーによるバンドバージョン。作詞は宮藤官九郎[6]。
  - ピアノパートは舞台と同様女優のりょうが担当している。
  - 2017年6月3日に開催されたライブ『怒髪天 GOLD N' SILVER TOUR 2017 "きんは100歳、ぎんも100歳、俺達あわせて200歳"』の初日にて初披露。